# Kaytranada
Louis Kevin Celestin (Porto Príncipe, 25 de agosto de 1992), conhecido profissionalmente como Kaytranada, é um DJ e produtor musical haitiano-canadense.

## Vida pessoal
Sendo um membro vocal da comunidade gay, Kaytranada se tornou o primeiro produtor negro e o primeiro artista assumidamente gay a ganhar o prêmio de Melhor Álbum de Dance ou Eletrônica no Grammy Awards em 2021 por seu trabalho em seu segundo álbum, Bubba. Kaytranada discutiu isso em uma entrevista de 2021 com a Billboard, antes do evento, "Muitos jovens que aspiram ser músicos provavelmente têm as mesmas lutas internas que eu, sendo negro e gay apenas [tentando] se encaixar". Ao se assumir em 2016, Kaytranada falou sobre ser gay e não se encaixar em concepções estereotipadas de uma pessoa gay, afirmando: "Foi com isso que lidei quando criança. Eu estava tipo, Sim, eu sou gay. Mas eu sou realmente gay? Porque eu não tenho a cultura. Eu não sou tipo, 'Sim, rainha!' e coisas assim. Então foi muito difícil lidar com isso." Ele também falou sobre a pressão que sentiu em relação à sua falta de conhecimento da história LGBTQ, seu relacionamento inter-racial e as mídias sociais.